# Насадження сосни (Черкаський район)
Насадження сосни — ботанічна пам'ятка природи місцевого значення. Об'єкт розташований на території Черкаського району Черкаської області, квартал 61 виділи 1, 2, 3, 25, 30 Дахнівського лісництва.
Площа — 42,7 га, статус отриманий у 1972 році.

## Галерея

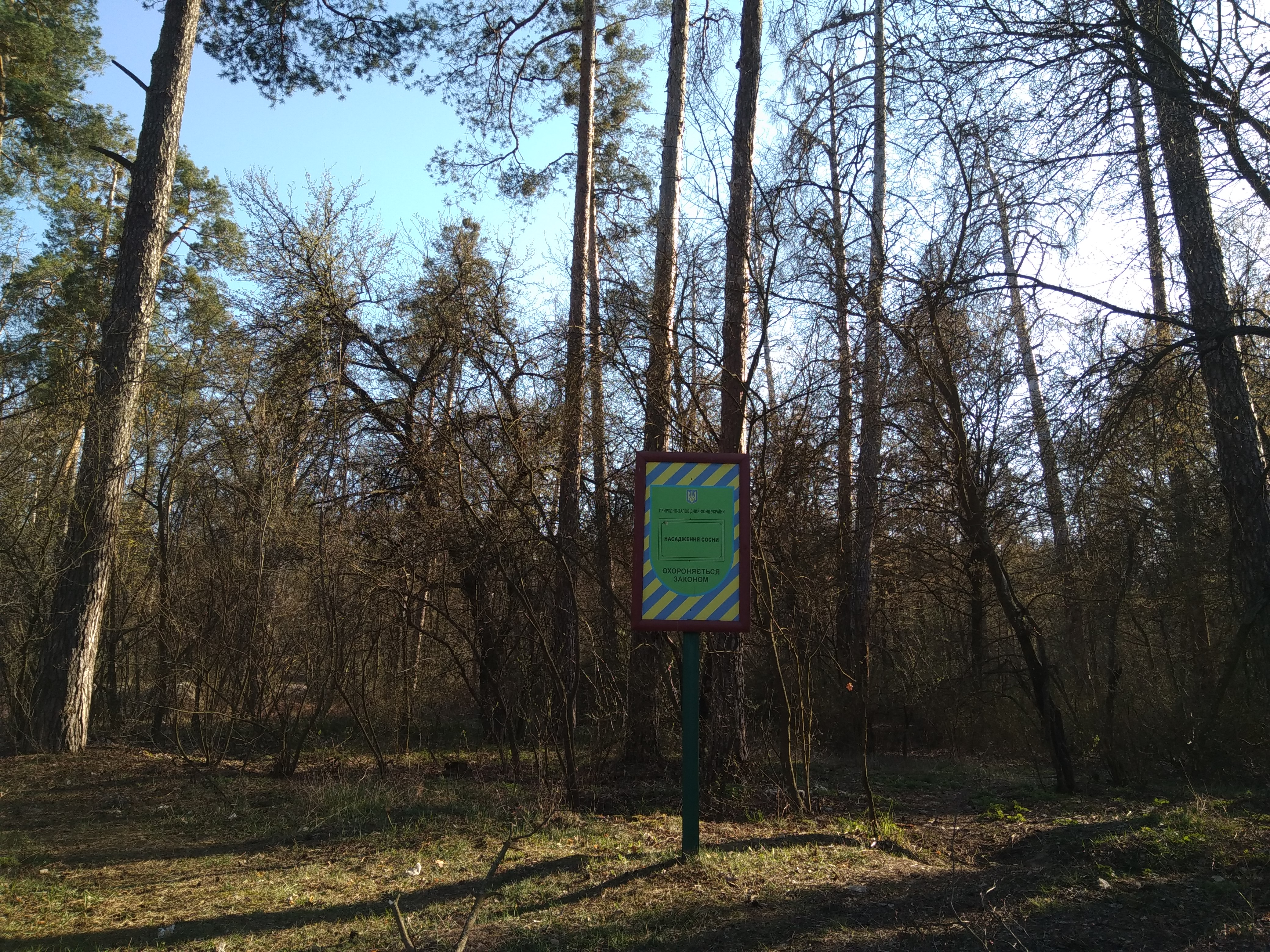
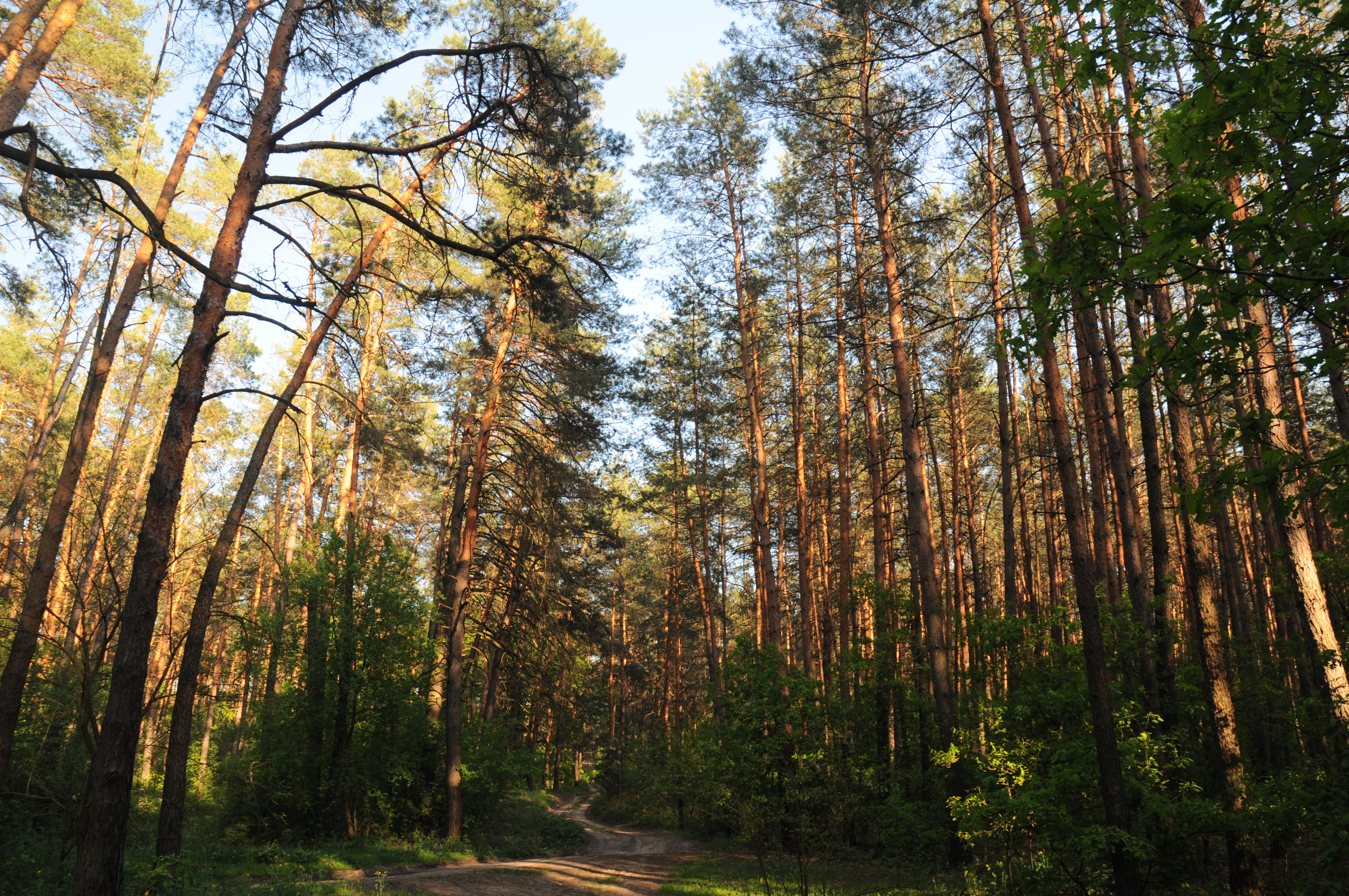
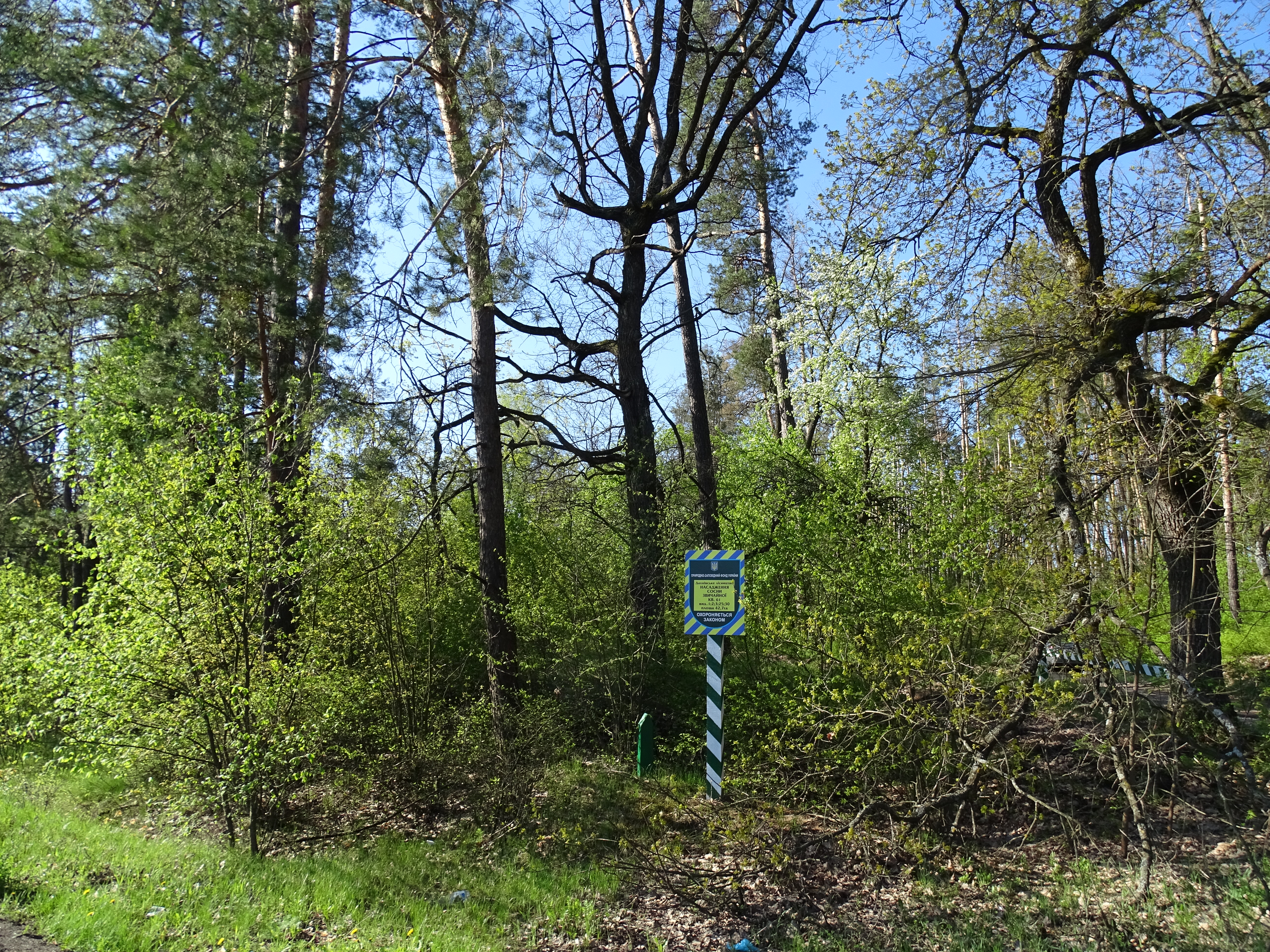